# N 219
Indonesian Aerospace N-219 — транспортно-пассажирский самолёт индонезийской компании Indonesian Aerospace. Первый полёт совершил 16 августа 2017 года.

## История
В 2003 году, после остановки программы IPTN N-250, индонезийская авиационная промышленность решила создать новый самолет. Было решено создать 19-местный пассажирский самолёт. В 2006 году на разработку было выделено 65 миллионов долларов. Строительство первого образца завершено в 2016 году, а первый полёт состоялся 16 августа 2017 года., специально в честь Дня независимости Индонезии. В 2018 году было получено несколько заказов на эти самолёты. Серийное производство должно начаться в 2019 году.

## Конструкция
Двухдвигательный турбовинтовой моноплан с металлической конструкцией. Предназначен как для гражданских, так и для военных целей. Более 60% материалов производится в Индонезии.

## Расчётные лётно-технические характеристики

### Характеристики летательного аппарата
- экипаж - 2 пилота
- пассажировместимость - 19 человек
- длина - 16,5 м
- размах крыльев - 19,5 м
- высота - 6,2 м
- вес пустого - 4 310 кг

- максимальная взлётная масса - 7 030 кг

### Лётно-технические характеристики
- максимальная скорость - 390 км/ч
- круизная скорость - 320 км/ч
- практическая дальность - 890 км
- перегоночная дальность - 1520 км
- практический потолок - 7 315 м